# Zhou Jihong
Dans ce nom, le nom de famille, Zhou, précède le nom personnel.
Zhou Jihong est une plongeuse chinoise née le 11 janvier 1965 à Wuhan dans la province du Hubei.
Elle devient championne olympique de plongeon à 10 m lors des Jeux olympiques de 1984 à Los Angeles.

## Palmarès

### Jeux olympiques
- Jeux olympiques de 1984 à Los Angeles (États-Unis) :
  -  Médaille d'or au plongeon à 10 m.

### Championnats du monde
- Championnats du monde de 1982 à Guayaquil (Équateur) :
  -  Médaille de bronze au plongeon à 10 m.

### Jeux asiatiques
- Jeux asiatiques de 1982 à New Delhi (Inde) :
  -  Médaille d'or au plongeon à 10 m.